# Fetitxisme
Fetitxisme (del llatí, facticius, «artificial», i portuguès feitiço, «magia», «mania»; i del francès fétiche) és la devoció cap als objectes materials, anomenats fetitxes. El fetitxisme és una forma de creença o pràctica religiosa en la qual es considera que certs objectes tenen poders màgics o sobrenaturals i que protegeixen el portador o les persones de les forces naturals. Els amulets també són considerats fetitxes.

## Història
La paraula fetitxe ve de "feitiço", terme portuguès que significa 'màgia' o 'encís'. El terme va ser donat a conèixer a Europa per l'erudit francès Charles de Brosses el 1757, mentre comparava la religió d'Àfrica occidental amb els aspectes màgics de la religió de l'antic Egipte. La sang és comunament considerada un poderós fetitxe o ingredient per a la seva elaboració, i en algunes parts d'Àfrica el pèl dels blancs.
Però també els fetitxes són elements importants en totes les cultures primitives de tot el món. Ell i altres estudiosos del segle xviii usaven el concepte per a aplicar la teoria de l'evolució en la religió. En la seva teoria de l'evolució de la religió, de Brosses va proposar que el fetitxisme és l'estat més primitiu de la religió, seguit pels estats de politeisme i monoteisme, que representen una progressiva abstracció del pensament. En el segle xix, filòsofs com Herbert Spencer van rebutjar la teoria de De Brosses que el fetitxisme era la "religió original". En el mateix segle, antropòlegs i erudits de la religió comparativa, com I. B. Tylor i J. F. McLennan, van desenvolupar les teories de l'animisme i el totemisme per a explicar el fetitxisme. Tylor i McLennan sostenen que el concepte del fetitxisme permet als historiadors de la religió desplaçar l'atenció de les relacions entre les persones i Déu a les relacions entre les persones i els objectes materials. Vegeu fetitxisme religiós.

## Altres usos del terme
- En el segle xix, Karl Marx va usar el terme per a descriure el fetitxisme de la mercaderia com un dels components importants del capitalisme.
- Més tard, Sigmund Freud va usar el concepte per a descriure una forma de parafilia on el subjecte d'afecte és, o és representat, per un objecte o una part del cos d'una persona; vegeu fetitxisme sexual.
- També els objectes usats en la pràctica del sadomasoquisme són fetitxes.
- En el jocs de rol Werewolf: The Apocalypse, els fetitxes són armes i altres articles amb esperits lligats a aquests, que els permeten fer coses extraordinàries.